# Реза, Кевин
Кевин Реза (фр. Kévin Réza; род. 18 мая 1988, Версаль, департамент Ивелин,Франция) — французский профессиональный шоссейный велогонщик, выступающий за команду Groupama-FDJ.

## Достижения
2005
- 3-й на Чемпионате Франции по трековым велогонкам в мэдисоне среди юниоров

2008
- 1-й на этапе 2 Вуэльта Мадрида U-23

2009
- 2-й в генеральной классификации Circuit du Mené
- 3-й GP Sainte-Luce-sur-Loire
- 8-й в генеральной классификации Тура Мартиники (Tour de la Martinique)
  - 1-й на этапах 1, 5, 8 (часть а)

2010
- 1-й GP Sainte-Luce-sur-Loire
- 7-й Классик Луар-Атлантик

2011
- 3-й на Чемпионате Франции по трековому велоспорту в мэдисоне

2012
- 9-й в генеральной классификации Rhône-Alpes Isère Tour
- 1-й в прологе Тура Эльзаса

2013
- 8-й на Гран-при Шоле — Земли Луары
- 9-й на Париж — Брюссель

2014
- 6-й Классик Луар-Атлантик
- 9-й в генеральной классификации на Туре Пикардии
- 3-й на Чемпионате Франции по шоссейному велоспорту в групповой гонке

2015
- 1-й  — Чемпион Франции в скрэтче
- 4-й - Классик Суд Ардеш
- 3-й на Критериум Экс-ан-Прованс (Aix-en-Provence, Criterium)
- 10-й Классик Луар-Атлантик

2016
- 7-й в генеральной классификации на Туре Пикардии
- 8-й в очковой классификации на Туре Польши

2017
- 3-й Париж — Камамбер
- 8-й Гран-при Плюмлека и Морбиана

## Статистика выступлений наГранд Турах
| Гранд Тур | 2013 | 2014 | 2015 | 2016 | 2017 |
| --------- | ---- | ---- | ---- | ---- | ---- |
| Джиро     | -    | -    | 103  | -    | -    |
| Тур       | 134  | 73   | -    | -    | -    |
| Вуэльта   | -    | -    | 113  | сход |      |